# Murray Trophy - Glasgow
Il Murray Trophy - Glasgow è un torneo professionistico maschile di tennis che fa parte dell'ATP Challenger Tour. Si svolge annualmente dal 2018 sui campi indoor in cemento dello Scotstoun Leisure Centre nella città scozzese di Glasgow, nel Regno Unito. Nato come Glasgow Trophy, nel 2019 l'evento è stato ribattezzato Murray Trophy - Glasgow per celebrare le imprese dei fratelli Andy e Jamie Murray, campioni scozzesi.

## Albo d'oro

### Singolare
| Anno | Vincitore       | Finalista        | Punteggio        |
| ---- | --------------- | ---------------- | ---------------- |
| 2019 | Emil Ruusuvuori | Alexandre Müller | 6-3, 6-1         |
| 2018 | Lukáš Lacko     | Luca Vanni       | 4-6, 7–6(3), 6-4 |

### Doppio
| Anno | Vincitori                               | Finalisti                       | Punteggio        |
| ---- | --------------------------------------- | ------------------------------- | ---------------- |
| 2019 | Ruben Bemelmans Daniel Masur            | Jamie Murray John-Patrick Smith | 4-6, 6-3, [10-8] |
| 2018 | Gerard Granollers Pujol Guillermo Olaso | Scott Clayton Jonny O'Mara      | 6-1, 7-5         |